# 梵净小檗
梵净小檗（学名：Berberis xanthoclada）为小檗科小檗属下的一个种。

## 扩展阅读
- 維基物種上的相關：梵净小檗